# Сабов Євменій Іванович
Євме́ній Са́бов  (1 жовтня 1859, Верб'яж, тепер Воловецького району на Закарпатті — 1 листопада 1934 м. Севлюш, тепер Закарпатської області) — греко-католицький священник і русофільський діяч на Закарпатті.

## Біографічні відомості
Народився 1859 року в селі Верб'яж. Хресним батьком його був історик Дулишкович Іван. 
Навчався в гімназіях в Ужгороді, Мукачевому, Пряшеві і Левочі. Закінчивши богословську семінарію в Ужгороді, служив священником в Арданові, а потім викладачем російської мови в Ужгородській гімназії. 1898 року переселився в Севлюш (нині Виноградів), став архідияконом. Був обраний «пожизненно» головою «Общества ім. О.Духновича».
Учитель руської мови Ужгородської гімназії (1887—1899), пізніше парох у Севлюші (нині Виноградів) та архідиякон угочанський.
1 червня 1930 в результаті вчиненого членом Української військової організації[джерело?] Федором Тацинцем в Ужгороді терористичного акту отримав важке поранення.

## Літературна діяльність

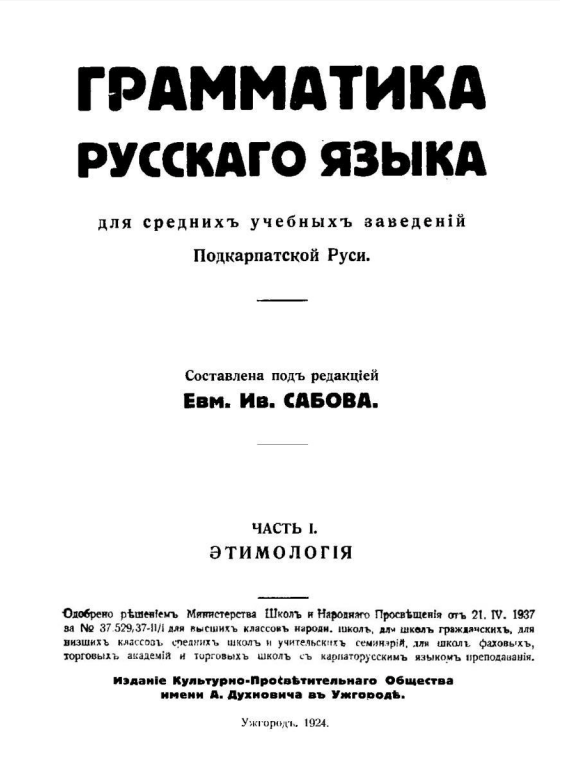
Популярна граматика, 1924 рік видання

Літературна діяльність розпочалася виданням посібника «Русская граматика и Читанка літературного язика Угро-Русских» (1890). В 1891 році викладав молитовник для дітей «Ангел-Хранитель». Тоді ж вийшла і його «Хрестоматія», а в 1894 році «Церковнословянская грамматика» угорською мовою (1894). Проводив значну громадсько-культурну роботу. Його статті до різних свят друкувалися в багатьох газетах і журналах.
Автор підручників:
- «Русская грамматика и читанка к изучению литературного языка угрорусских»
- «Церковно-славянская грамматика»
- «Хрестоматия церковно-славянских и угрорусских литературных памятников…» (1893)
- «Грамматика русского языка» (1924)
- «Очерки литературной деятельности и образования карпаторуссов» (1925).

Відстоював лінію відрубного місцевого варіанту літературної мови, спертого на язичіє, російську мову і закарпатські говірки. Граматика і правопис (рос. етимологічний) Сабова були ухвалені угорським урядом для шкіл, вона теж була урядовим підручником руської мови в усіх українських школах Пряшівщини.
Як культурний діяч, брав участь в освітньо-видавничому товаристві «Уніо», був співзасновником газети «Наука», а по першій світовій війні — Общества ім. О. Духновича (від 1923 його досмертний голова); редагував журнал «Карпатскій Свѣтъ» та ін. У міжвоєнні роки Сабов був найвпливовішою особою русофільського табору на Закарпатті. Для пропаганди своїх ідей «Общество», яке очолював Сабов, 9 жовтня 1932 року організувало в Мукачеві «Всенародный Карпаторусский Конгрес», який пройшов під лозунгами: «Да живет русский язык! Долой украинцев!»
На шкільному референдумі 1937 р., де батьки дітей «русинських» шкіл обирали між граматиками Панькевича та Сабова, більшість підтримала Сабова.
У Виноградові на парафіяльному будинку є меморіальна таблиця, на якій написано: «В цьому будинку жив священник Сабов Євменій Іванович (01.Х.1859 — 01.XI.1934). З 1898 року греко-католицький священник м. Севлюш, з 1917 року архідиакон Угочанський, просвітитель, публіцист, письменник і відомий русинський діяч». Вона викликає дискусії в місцевої громадськості.